# La Bronca
La Bronca va ser una revista setmanal catalana que tractava temes de política, cultura i d'actualitat. La revista va ser publicada a Barcelona, Catalunya, durant els mesos de setembre i octubre de 1906. La revista va arribar a publicar fins a 5 números, l'últim d'ells el 10 d'octubre de 1906.

## Història

### Naixement
La Bronca va néixer el 12 de setembre de 1906. En els cinc números que es van arribar a publicar figurava com a director Llucià Navarro. Aquest setmanari era de caràcter polític, tenia un caràcter republicà i anticlerical i els seus escrits eren en català o en castellà. La seva mida era de 378x270mm i estava format per quatre pàgines amb tres columnes cada una. La Bronca va sortir només durant cinc setmanes al preu de cinc cèntims, tots amb el mateix format  havent-hi el títol en la part superior, una recompensa de 100 pessetes pel ciutadà que verifiqui una calúmnia publicada sobre un individu, sempre de tendència republicana o d'esquerres. En el primer número del setmanari els redactors es presenten mitjançant l'escrit d'un article anomenat “Enigma” en el qual es denominen Quijotes Modernos a la vegada que afirmen que representen totes les idees polítiques, religioses, científiques i artístiques.

### Final
La revista setmanal de La Bronca va desaperèixer cinc setmanes després de la seva creació. El 10 d'octubre de 1906 es va publicar el cinquè i últim número de la revista. La cinquena publicació no va haver-hi cap menció especial al possible final de la revista. Encara que no hi han dades al respecte, sembla que La Bronca va deixar de ser publicada per falta de recursos econòmics, ja que poc temps després de la fi del setmanari de La Bronca també va finalitzar la publicació d'un diari imprès a la mateixa casa, el Descamisado. Una de les possibles causes de la baixa recepció de La Bronca: revista semanal de higiene pública, és que es va publicar en una època en la qual el poder estava en mans de la burgesia i la monarquia, dos estaments que eren durament criticats en aquesta revista. A més a més, gran part de les persones republicanes eren analfabetes i, per tant, no llegien les revistes o diaris.

## Contingut
El setmanari de La bronca va publicar un total de 5 números entre el 12 de setembre de 1906 i el 10 d'octubre de 1906. Aquest setmanari es va crear poc temps després de la revista del Descamisado, un diari republicà i anticlerical que s'imprimia a la mateixa casa, amb un format una mica més gran que el de La Bronca.
Tots els exemplars de La Bronca estaven formats per quatre pàgines amb tres columnes cadascuna. La capçalera de la revista va ser la mateixa en les 5 edicions. El títol de La Bronca es mostrava en la part superior, el dia de la seva publicació i el número d'exemplar que era. La il·lustració de la portada és un dibuix de dos militars que miren enfadats com es reparteix la revista de La Bronca.
Pel que fa a les temàtiques de la revista, eren del caire del republicanisme de Lerroux, per tant, la revista tenia una posició anticlerical, exemplificat amb alguns textos satírics o irònics sobre l'Església o la fe. A més a més hi havia textos criticant la monarquia borbònica i justificant l'anarquisme i les accions de Lerroux. Finalment també hi havia algunes seccions més artístiques i literàries com és el cas de la secció del Tic Tac, la secció anomenada Rabassa, que tractava temes de l'agricultura i La Tribuna Libre i les seccions dedicades a la publicació de poemes i versos.

### Primer número
En la portada del primer número, publicat el 12 de setembre de 1906, hi ha un anunci que afirma que es donarà cent pessetes al ciutadà que aconsegueixi demostrar la veracitat de les històries sobre les quals acusen el diputat Alejandro Lerroux. En el primer text de la revista els redactors de la revista presenten les característiques de la revista. A la segona pàgina, hi ha diferents poemes. En la tercera plana, destaca un text d'opinió on s'exposen les principals debilitats dels diaris de la competència i un article on s'expliquen els horrors de l'absolutisme. A l'última pàgina s'escriuen textos sobre la guerra i la subordinació dels pobles colonitzats i la percepció de la dona per la societat i l'església.

### Segon número
El segon número, publicat el 19 de setembre de 1906 porta per portada l'anunci que afirma que s'entregaran cent pessetes a aquell ciutadà capaç de demostrar la veracitat de les històries que es difonen i publiquen del diputat socialista Pablo Iglesias. També hi ha un text sobre les jurisdiccions. A la segona plana, hi ha un poema que parla sobre els anarquistes i una resposta a una publicació escrita pel diari "El porvenir del obrero". En la part final d'aquesta pàgina hi ha un  escrit de Máximo Gorkel, en el qual es planteja una reflexió sobre el temps. La tercera pàgina destaca el tema de la religió, Ja en l'última plana hi ha una crònica sobre la mort de Rafael Casanovas i l'entrada de les tropes de Felip V a la ciutat de Barcelona.

### Tercer número
El 26 de setembre del mateix mes es va publicar el tercer número, el qual va ser l'únic que es va vendre a 10 cèntims, ja que tenia 8 pàgines en comptes de 4. En la portada, s'afirma que donarà cent pessetes a aquelles persones que aconsegueixin demostrar les falses històries que es publiquen del doctor Albert Rusinyol i també inclou un escrit elaborat per Francesc Pi i Margall titulat "Mi regionalismo". En aquest número, no hi ha un ordre temàtic, hi ha diferents articles entre els quals destaquen un article dedicat al XXXVIII aniversari de la gloriosa i a la Revolució de setembre i una feroç crítica a l'apòstol Sant Pau. En la secció coneguda com a Tic Tac es reflexiona sobre la temporalitat i en relació amb l'àmbit polític hi ha diferents articles on es parla sobre el republicanisme, l'anarquisme i el concepte de propietat.

### Quart número
El quart número es va publicar el 3 d'octubre de l'any 1906 i segueix el mateix patró de portada que els anteriors. En la primera pàgina es recrimina a Franz Arthur Cleveland de difondre calúmnies sobre Alejandro Lerroux i assegura que premiarà a aquells individus que aconsegueixin demostrar que aquestes calúmnies són certes. En la segona plana, hi ha un text firmat per tota la redacció que repta a Cleveland a anar al Café Condal a recollir cent pessetes, si continua defensant les acusacions falses a Alejandro Lerroux.  En l'apartat de la religió, hi ha un escrit que acusa Sant Pau de ser el primer heretge i en l'última plana a la Tribuna Libre hi ha un text titulat "Anarquia i república".

### Cinquè número
L'últim número va sortir imprès el 10 d'octubre de l'any 1906. En aquesta edició es donaven 100 pessetes per qui demostri que Salmeron és un obstacle pel proper adveniment de la República. Les dues primeres pàgines contenen un text d'opinió sobre la guerra aranzelària i els tractats del comerç i una secció dedicada a l'agricultura i a l'obrerisme. Pel que fa a l'àmbit religiós, hi ha una crítica a la utilització de la fe per incitar a la població lluitar per guerres absurdes. També hi ha un afirmant que no ha arribat cap denuncia contra Alejandro Lerroux i asseguren que publicaran totes les falsedats que han difós altres diaris. A l'última pàgina de la revista hi ha un apartat titulat Tic Tac on es reflexiona sobre l'existència de l'ésser humà.

## Relació de directors, redactors i col·laboradors
En les poques setmanes que La Bronca: revista semanal de higiene pública va estar operativa el director de la revista va ser Llucià Navarro que a la vegada era una de les persones que més articles publicava a la revista. Gran part dels articles estaven firmats per la Redacció. Els redactors eren anònims i, per tant, no es té informació d'ells excepte algunes sigles com K.K o J.C. En la majoria dels articles, els redactors opinaven sobre escrits, frases o discursos de personatges importants en la política espanyola, com és el cas de Pi i Margall en la 3a publicació, o de personatges històrics de l'anarquisme, com és el cas de Mijail Bakunin.
| Directors      | Redactors i col·laboradors | Personatges recurrents |
| -------------- | -------------------------- | ---------------------- |
| Llucià Navarro | K.K                        | Mijail Bakunin         |
|                | J.C                        | Lluís Duran i Ventosa  |
|                | L.L.E                      | Màximo Gorki           |
|                | Sin Pan                    |                        |